# Aalborg Citykirke
Aalborg Citykirke eller blot Citykirken som den bliver omtalt i Aalborg, er en karismatisk frikirke knyttet til Pinsebevægelsen, grundlagt 14. marts 1926. Det oprindelige navn var Pinsemenigheden Elim og i en periode blev navnet Pinsekirken Aalborg brugt, indtil den i 2013 skiftede navn til Aalborg Citykirke.
Aalborg Citykirke er også en del af Aalborg Præstenetværk og medlem af foreningen Mosaik, hvor kirkens ledende præst Dan S. Jacobi er formand og national leder.

## Socialt engagement
Aalborg Citykirke har i flere år i samarbejde med foreningen Charity uddelt julekurve for at hjælpe økonomisk trængte familier i Nordjylland til at fejre jul. I 2016 uddelte de i alt 650 julekurve.